# Aslaug Juliussen
Aslaug Magdalena Juliussen, född 7 september 1953 i Lødingen i Norge, är en samisk norsk konstnär och konsthantverkare.
Aslaug Juliussens far kom från Karasjok. Hon utbildade sig i textilhantverk på Statens håndverks- og kunstindustriskole i Oslo 1976-80, och arbetade därefter 1980-82 för textilkonstnären Synnøve Anker Aurdal i Oslo och därefter som konsthantverkare. Hon vidare utbildade sig på Institut for kunstterapi i Odense i Danmark 1996-97. 
Hon arbetar nu med skulpturer och installationerer genom att använda sig av bland annat renhorn på ett icke-traditionellt sätt.
Aslaug Juliussen fick Norske Kunsthånverkeres Ærespris 2011 Hon är gift med John Henrik Eira från Karasjok.

## Offentliga verk i urval
- Metarmofose, väggskulptur/installation i renhorn, linnetråd och metallnät, 2000, konferensrum i Sametinget i Karasjok
- Hornportal, renhorn, dolomit, glas, fotografier, 2004, styrelserummet i rådhuset i Tromsø
- Støv og ben/Dopmu ja dávttit, renhorn och -klövar, tråd, träramar och glas, 2003, matsal på M/S Midnatsol